# Ralph De Palma
Raffaele De Palma, detto Ralph (Biccari, 19 dicembre 1882 – South Pasadena, 31 marzo 1956), è stato un pilota automobilistico italiano naturalizzato statunitense.
Fa parte della Automotive Hall of Fame dal 1973, del NIASHF National Italian American Sports Hall of Fame dal 1981 e della International Motorsports Hall of Fame dal 1991.

## Biografia

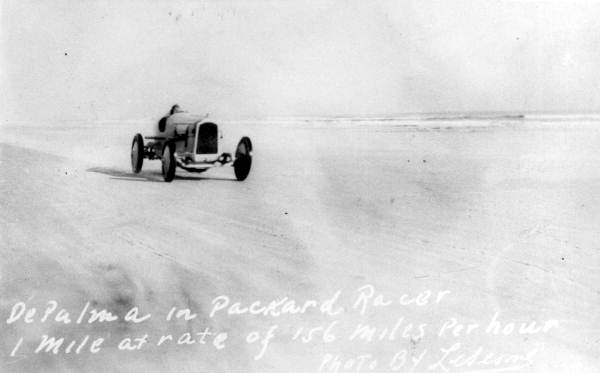
De Palma sulla Packard nel 1919

Nato a Biccari (FG) in Italia, emigrò all'età di circa 10 anni negli Stati Uniti dove ottenne la cittadinanza americana il 20 agosto 1920 e morì in California a South Pasadena il 31 marzo 1956.
Dopo aver praticato, con successo, ciclismo e motociclismo, esordisce nell'automobilismo il 9 aprile 1908. Tra le case automobilistiche con le quali gareggiò nelle più importanti gare organizzate negli USA e in Europa, si annoverano FIAT, Mercedes-Benz, Miller, Ballot e Packard.
Detiene il record di 2557 vittorie su 2889 gare cui partecipò, come il record mondiale di velocità (241 km/h nel 1919) e la vittoria alla 500 Miglia di Indianapolis nel 1915 (considerata negli annali come unica vittoria di un italiano, pur emigrato) e l'epica partecipazione a quella del 1912, come i grandi duelli con Barney Oldfield. Ralph De Palma è ad oggi l'unico pilota italiano ad aver battuto anche il record del mondo di velocità, stabilito a Daytona Beach, il 12 febbraio 1919: con la sua bianca Packard 905 (motore V12) raggiunse la velocità di 149,87 miglia orarie, pari ad oltre 241 km/h, una velocità mai raggiunta a quel tempo nemmeno dal più veloce degli aerei. Fu due volte Campione Nazionale degli USA e una volta campione del Canada.
Soltanto da pochi anni dopo ricerche negli archivi americani si è venuti a conoscenza che quando De Palma vinse i titoli USA dell'American Automobile Association del 1912 e del 1914 non era ancora cittadino americano potendo così regalare ad un secolo di distanza, le uniche due titolazioni italiane a tutt'oggi vinte nel Campionato Americano AAA/USAC/IRL.
De Palma fu per milioni di emigrati italiani il primo "eroe dello sport". L'episodio a cui comunque si ritorna alla memoria quando si pensa a questo pilota è quello relativo alla 500 Miglia di Indianapolis del 1912 quando, dopo aver guidato la corsa per 196 giri, a due giri dal termine incorse in un'avaria meccanica alla sua vettura; a questo punto, con l'aiuto del suo meccanico, De Palma spinse a mano l'auto fino alla linea del traguardo nel tentativo di potere in ogni caso essere classificato.
Ralph De Palma ha fatto sognare generazioni di appassionati ed ha il merito di aver rappresentato un mito anche per un altro straordinario personaggio dell'automobilismo mondiale, Enzo Ferrari. Il patron della grande scuderia modenese racconta, nella biografia curata dal giornalista Leo Turrini, che il pilota pugliese fu quello che, in gioventù, gli impresse quella voglia di sognare in grande che lo avrebbe fatto diventare, molti anni dopo, un bravo pilota e, soprattutto, un grande imprenditore.

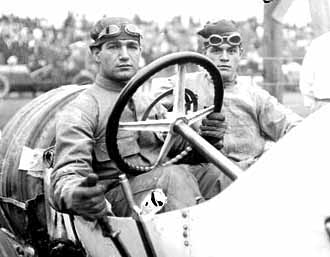
De Palma nel 1912

Per iniziativa del giornalista Maurizio De Tullio, autore della prima monografia italiana dedicata a De Palma, è stato attivato con il Comune di Biccari e presso la sede della Provincia di Foggia, in data 2 luglio 2013, un "Comitato Promotore per le celebrazioni di Ralph De Palma" che ha già realizzato alcune iniziative per ricordare il pilota pugliese, come la Mostra Documentaria Permanente, la realizzazione di un busto ad opera dell'artista e docente Fabio Casiero, l'attivazione del sito internet, l'intestazione del locale campo sportivo e della Sala Conferenze mentre altre, più consistenti, culmineranno nella primavera del 2015 in occasione del centenario della sua storica vittoria nella "500 Miglia" di Indianapolis.
De Palma muore nel 1956 e viene sepolto nel Cimitero della Santa Croce a Culver City, California.

## Parentela
Ralph De Palma era il fratello maggiore di John De Palma, anch'egli pilota automobilistico. Era inoltre lo zio di Pete De Paolo, vincitore della 500 Miglia di Indianapolis del 1925.

## Iniziative per ricordarlo
Il Moto Club che gestisce le attività sportive motociclistiche ed automobilistiche dell'Autodromo del Levante di Binetto (BA), di proprietà di una Società controllata dall'Automobile Club d'Italia, si chiama "R. DE PALMA".
Nell'Autodromo del Levante, la Sala Stampa-Meeting è dedicata al Pilota di Biccari.

## Filmografia e TV
Nel 2006 viene realizzato da RAI 3 un servizio curato dal giornalista Enzo del Vecchio, primo servizio speciale televisivo in assoluto mai prima andato in onda.
Nel 2020 viene realizzato il docufilm "Ralph De Palma. L'uomo più veloce del mondo", scritto e diretto da Antonio Silvestre, liberamente tratto dal libro del giornalista Maurizio De Tullio nel 2006.